# Adrian (Missouri)
Adrian ist eine Stadt im Bates County im US-Bundesstaat Missouri. Sie liegt 80 km südlich von Kansas City. Im Jahr 2020 hatte Adrian 1730 Einwohner.

## Geographie
Adrians geographische Koordinaten sind 38° 24′ N, 94° 21′ W (38,396857, −94,352328).
Nach den Angaben des United States Census Bureaus hat die Stadt eine Gesamtfläche von 5,0 km², wovon 4,8 km² auf Land und 0,2 km² (= 3,61 %) auf Gewässer entfallen.

## Geschichte
In den 1840er Jahren entwickelte sich ein heute als Crescent Hill bekannter Ort zwei Meilen südlich der Grenze des Bates County. Das Wachstum dieser Siedlung endete, als die Bahnlinie der Missouri Pacific Railroad durch das Gebiet gebaut wurde. Das Gelände in Richtung des Ortes war für dieses Vorhaben zu steil und daher wurde 1880 ein neuer Ort etwa drei Meilen südlich angelegt. Zu diesem Zweck kaufte eine Town Company 80 Acre Land auf und benannte den Ort Adrian, nach dem Sohn eines Inspektors der Eisenbahngesellschaft. Das Land wurde an sich niederlassende Interessenten weiterverkauft und es entstandenen Wohn- und Geschäftsgebäude. 1883 hatte der Ort 350 Einwohner. Die erste Schule im Ort wurde 1892 errichtet.

## Demographie
Zum Zeitpunkt des United States Census 2000 bewohnten Adrian 1780 Personen. Die Bevölkerungsdichte betrug 367,5 Personen pro km². Es gab 734 Wohneinheiten, durchschnittlich 151,6 pro km². Die Bevölkerung Adrians bestand zu 98,65 % aus Weißen, 0 % Schwarzen oder African American, 0,39 % Native American, 0,17 % Asian, 0,06 % Pacific Islander, 0,11 % gaben an, anderen Rassen anzugehören und 0,62 % nannten zwei oder mehr Rassen. 1,01 % der Bevölkerung erklärten, Hispanos oder Latinos jeglicher Rasse zu sein.
Die Bewohner Adrians verteilten sich auf 682 Haushalte, von denen in 34,8 % Kinder unter 18 Jahren lebten. 57,6 % der Haushalte stellten Verheiratete, 9,1 % hatten einen weiblichen Haushaltsvorstand ohne Ehemann und 31,1 % bildeten keine Familien. 28,4 % der Haushalte bestanden aus Einzelpersonen und in 17,3 % aller Haushalte lebte jemand im Alter von 65 Jahren oder mehr alleine. Die durchschnittliche Haushaltsgröße betrug 2,51 und die durchschnittliche Familiengröße 3,07 Personen.
Die Bevölkerung verteilte sich auf 26,6 % Minderjährige, 8,7 % 18–24-Jährige, 26,9 % 25–44-Jährige, 17,3 % 45–64-Jährige und 20,5 % im Alter von 65 Jahren oder mehr. Das Durchschnittsalter betrug 37 Jahre. Auf jeweils 100 Frauen entfielen 90,2 Männer. Bei den über 18-Jährigen entfielen auf 100 Frauen 80,6 Männer.
Das mittlere Haushaltseinkommen in Adrian betrug 31.436 US-Dollar und das mittlere Familieneinkommen erreichte die Höhe von 39.125 US-Dollar. Das Durchschnittseinkommen der Männer betrug 32.798 US-Dollar, gegenüber 22.727 US-Dollar bei den Frauen. Das Pro-Kopf-Einkommen belief sich auf 15.856 US-Dollar. 12,8 % der Bevölkerung und 10,7 % der Familien hatten ein Einkommen unterhalb der Armutsgrenze, davon waren 19,8 % der Minderjährigen und 10,0 % der Altersgruppe 65 Jahre und mehr betroffen.